# Veia epigástrica superior
A veia epigástrica superior é uma veia do tórax.